# هينك بارنارد
هينك بارنارد (بالهولندية: Henk Barnard)‏ هو كاتب للأطفال وصحفي هولندي، ولد في 8 أغسطس 1922 في روتردام في هولندا، وتوفي في 16 أبريل 2003 في لارين في هولندا.

## وصلات خارجية
- هينك بارنارد على موقع IMDb (الإنجليزية)